# 我要變成硬柿子
《我要變成硬柿子》，又名《硬漢速成班》，是一部臺灣偶像劇，共22集，由巨人製作股份有限公司製作，於華視晚間十點播映。故事描述男主角阮適止（諧音「軟柿子」）從幼稚園至高中總是被欺負，直到他在重考班上認識了女主角杜喬琪，改變了他這個「軟柿子」的命運，決心變成「硬柿子」。劇中由多名新人主演，其中兩位演員是來自《我愛黑澀會》的美眉。這套劇並非「邊拍邊播」的形式，所以於2007年7月13日已經拍攝完畢。另外，第一集的收視率排行第八十名前列（接近2點），華視因而有意開拍第二部。首播已於8月10日晚間十一點播映完畢。

## 播放時間

### 台灣
- 華視：2007年7月11日（星期三）起，星期一至四晚上十時（九時五十九分）至十一時播放。後來在7月31日，播放尚餘兩至三週時，華視的公關在官方討論區表示，將在8月3日及8月10日這兩個星期的星期五，晚上十時起特別連放兩集至十二時[2]。原本結局於8月16日播放，由於加強播放，改為在8月10日（星期五）播放。原先節目《天才衝衝衝》改在週六晚十時至十一時播出。而重播則在2007年7月22日（星期日）起，逢週日、週六於下午四時播放。華視官方目前將於《天堂來的孩子》重播完畢之後，於2008年1月23日起，每週一到週四晚上10:00到11:00再度重播。
- 華視第三次重播時間在2009年5月24日《星期日》晚間11：30分～12：30分更改：（6月14日、8月9日、（10月11日停播一集）、10月18日、10月25日）改成11：40分～12：40分，再次在華視重播。

### 香港
- 有線電視：2007年12月28日（星期五）起，在星期一至五「精選劇集時段」晚上十時至十一時播放（同日早上七時、晚上七時及凌晨一時重播），至一月二十八日播放完畢，並配有粵語配音。由於「硬柿子」在粵語發音上並沒有原本意思，所以有線電視採用該劇另一正式名稱『「硬」漢速成班』（該名同由台灣製作單位所改）。

## 演員列表

### 主要演員
| 演員   | 角色          | 關係／暱稱／備註                                                                                              |
| 楊銘威 | 阮適止 杜適止 | 綽號:軟柿子，豐華假日酒店小開/補習班第二任班長/柴俐蓉之子/杜日年之繼子/黃儀青之表弟/杜喬琪之繼弟/孫詩詩之男友 |
| 王樂妍 | 杜喬琪        | 補習班班花/杜日年之女/柴俐蓉之繼女/阮適止之繼姊/黃儀青之繼表妹/翔恩之前女友/王超猛之女友                      |
| 陳德烈 | 王超猛        | 補習班副班長/孫詩詩之前男友/杜喬琪之男友                                                                      |
| 陳意涵 | 孫詩詩        | 補習班第一任班長，開完刀後又當回班長/孫立龍之妹/王超猛之前女友/阮適止之女友/患有骨肉瘤，後來開刀成功。        |
| 郭思辰 | 太陽餅 卓芬芳 | 家鄉在台中，喜歡吃太陽餅，喜歡Tiger。                                                                         |
| 洪詩   | 牛舌餅 李宜靜 | 家鄉在宜蘭，喜歡吃牛舌餅，喜歡Tiger。                                                                         |
| 高以翔 | Tiger 羅信虎  | 喜歡孫詩詩，因為和王超猛是兄弟，暗戀孫詩詩。                                                                  |
| 李易   | 安少 安東尼   | 喜歡杜喬琪。                                                                                                  |
| 隆宸翰 | 嚴 力         | 補習班老師 |
| 庹宗華 | 杜日年        | 杜喬琪之父，阮適止之繼父，後來與俐蓉在一起，成為俐蓉丈夫。                                                    |
| 戈偉如 | 柴俐蓉        | 阮適止之母，黃儀青之姨媽，杜喬琪之繼母。豐華假日酒店董事長，後來成為日年妻子。                                |
| 琇琴   | 黃儀青        | 阮適止之表姐，杜喬琪之繼表姐，豐華假日酒店董事長特助，幫助適止追求喬琪和詩詩。                                |

### 其他演員
| 演員   | 角色     | 關係／暱稱／備註                                 |
| 劉瑞琪 | 蘇豔     | 寶華羅斯集團總裁/豐華假日酒店賓客。              |
| 王欣逸 | 小適止   | 阮適止小時候 (客串演出)                          |
| 王羿婷 | 小喬琪   | 杜喬琪小時候 (客串演出)                          |
| 黃淑媛 | 喬琪母   | 杜喬琪之母 (客串演出)                            |
| 謝易穎 | 翔恩     | 杜喬琪之前男友 (客串演出)                        |
| 李沛旭 | 孫立龍   | 孫詩詩之兄長 (客串演出)                          |
|        | 超猛祖母 | 王超猛之祖母，是個植物人患者，在某天的9:58分離世 |
|        | 保羅     | 云豔同行朋友                                     |

## 故事大綱
阮適止從小就被人欺負，常常被稱為「娘娘腔」，名字跟「軟柿子」的發音相近，因此常被恥笑及作為暱稱。十一年來的學校生涯就是常被欺凌，抬不起頭來。在十八歲該年，他大學指考落榜了，要在重考班就讀。在上學前，適止因為公車坐過站，意外遇見超猛參加一場鬥毆，打電話報警，又偷看詩詩的裙下風光，結果被揍了一頓。在昏倒前，看到一個穿着很特別帆布鞋的女生－喬琪，卻暈了過去，始終沒看見女孩的臉。
超猛因害怕適止報警，帶領一群人到醫院找他，適止卻離開了醫院。認為這是一個扭轉自己「軟柿子」形象的大好機會，於是他滿懷著自信，表現十分之兇和狠，並希望成為重考班的老大。當他走進重考4A班，卻見到他最不想見的王
超猛等人。他忍受了一天後，找表姊儀青另尋一個補習班。但在第二天，新同學－喬琪出現，外表貌美，跟房間的掛報裡的雷依娜一模一樣，正是當天穿着很特別帆布鞋的女生，令他不想轉學，對新學校抱有希望。班上不少男生對喬琪有好感，班長的詩詩訂了一個規定，要勝出馬拉松比賽才能有資格追到喬琪，安少最終僅以一個步伐輸給努力練習很久的適止，適止是唯一可以追到喬琪的人，適止開始由「軟柿子」慢慢變成「硬柿子」。
適止是豐華飯店的太子爺，而喬琪的爸爸，杜日年以前就是豐華飯店的董事長，但後來被阮康平，適止的父親以不正當手段奪取，令杜家一無所有，杜家上下十分討厭阮氏一家，尤其是喬琪。阮康平後來逝世，由適止的母親柴俐蓉擔任董事長一職，她跟杜日年曾經有一段情。適止無可奈何下，編織一連串謊言來掩蓋自己的身分。杜爸因飯店早前遺下的債務，令他欠下巨債。杜爸是全臺灣唯一有種霜雪茶的農戶，而來臺的丹麥王子正愛喝此茶，多間飯店接洽，尤其豐華飯店柴董事長，出至天價收購，但杜日年因過往的恩怨，以報復心態把茶賣給金龍酒店。後來，杜日年為了早日減輕債務，在無可奈可下把地出售，豐華正好出高價收購，但田地埋葬了喬琪的母親，她一直反對賣地。田地賣掉後，她更痛恨豐華。
喬琪在偶然下知道了適止是豐華飯店的「小開」，十分痛恨適止，認為這一切都是有預謀。喬琪因而自甘墮落，進了超猛所在工作的酒吧。喬琪在當促酒小姐時，與超猛逐漸成為朋友，超猛為了要幫助喬琪擺脫死纏不放的前男友翔恩，在她前男友的面前演出熱吻的戲，喬琪雖不願意，但也十分感謝超猛，因而產生了深摯的友誼，而超猛也對喬琪逐漸動心。詩詩為此感到十分不滿，因此，詩詩把喬琪視為假想敵，深怕超猛變心。同時，詩詩為了使超猛回心轉意，試著要使改變適止，好讓適止追回喬琪，使得超猛死心。但喬琪仍放不下這段友情，尤其是當促酒小姐時被強暴，適止奮不顧身拯救喬琪而受重傷，而重新成為好朋友。
已近絕望的詩詩，決定先回屏東老家休養，同時檢查舊病骨肉瘤是否有再復發的可能。而適止心愛的大象鑰匙圈卻被詩詩帶走，因而適止只好一路跟隨詩詩到屏東。但詩詩的哥哥必須離開，只好將詩詩交給適止照顧，詩詩也在這個過程中逐漸與適止成為好朋友。超猛這時對兄弟表達了變心的感覺，卻深受兄弟們的不諒解。隔天喬琪的前男友利用喬琪做為誘餌，藉機羞辱超猛，超猛則假裝屈服，卻藉機攻擊喬琪的前男友，反遭到預先埋伏的槍手傷害。超猛單槍匹馬，敵人眾廣，兄弟安少在勸不到Tiger後立刻趕來解救他們，但超猛的腳部中槍了，幸好Tiger及時趕到拯救兄弟，而喬琪與超猛的感動開始升溫，超猛甚至勇敢地向喬琪示愛，造成錯綜複雜的感情問題。 
喬琪由於十分感謝超猛做的一切，所以在超猛身邊照顧她當作回報。而此時適止與詩詩在屏東互相照顧，兩人在打情罵俏的過程中逐漸加深了情誼，並有了更進一步的接觸。但詩詩也得知了骨肉瘤已再復發，很有可能只剩下半年的生命的消息，詩詩不願面對事實，只好藉酒澆愁，也希望可以儘快贏回超猛。詩詩與適止回到了重考班，向大家表明了要追回各自喜歡的對象。但在此時，超猛最孝順的祖母往生了，而喬琪也被超猛孝順的行為所感動。超猛傷心地回到台東處理後事，得知了祖母的遺願，希望超猛能組成家庭，讓家裡有後代，一向孝順的超猛希望能達成祖母最後的期望。超猛正為此事苦惱，正巧喬琪聽到此事，並自願假扮成超猛的女朋友參加喪禮。
喪禮結束後，超猛已逐漸接受此事實。喬琪與超猛兩人互動親密，而超猛也對喬琪表達了自己的心意，喬琪對超猛開出「不再打人」以及「成績前10名」的條件，只要條件達到即接受超猛。

## 電視原聲帶
《我要變成硬柿子電視原聲帶》在《我要變成硬柿子》尚未播映前已先於2007年7月6日在KKBOX及ezPeer+搶先下載。原聲帶內共有二十首音樂，五首歌曲、兩首電視版（主題曲及配樂）、一首100秒的歌曲、四首純音樂及八首配樂。

## 電視劇歌曲
- 片頭曲：非同小可（愛上愛）
- 片尾曲：田欣（我們是戀愛的人）
- 插曲：田欣（我很好）
- 插曲：方雅賢（愛上思念）
- 插曲：方雅賢（決定）

## 作品的變遷
| 台灣 華視 週一至週四22:00-23:00 07月31日起，改為週一至週五22:00-23:00 （08月3日及08月10日播出時間為22:00-24:00） | 台灣 華視 週一至週四22:00-23:00 07月31日起，改為週一至週五22:00-23:00 （08月3日及08月10日播出時間為22:00-24:00） | 台灣 華視 週一至週四22:00-23:00 07月31日起，改為週一至週五22:00-23:00 （08月3日及08月10日播出時間為22:00-24:00） |
| --- | --- | --- |
| | 我要變成硬柿子 （2007.07.11 - 2007.08.10）                                                                       | |
| 正典快樂有ｇｏ正                                                                                                 | 又見一簾幽夢（重播）                                                                                             | |

## 外部連結
- 官方网站－華視
- KKBOX - 《我要變成硬柿子》電視原聲帶
- 我要變成硬柿子 官方Facebook